# Doctor of Business Administration
Doctor of Business Administration (DBA, DrBA, drBA) – tytuł potwierdzający wysokie kwalifikacje menedżerskie, uzyskiwany przez słuchaczy kończących studia podyplomowe. Studia DBA w Polsce mają formę niestacjonarną, trwają od 1 do 2 lat. W procesie rekrutacji osoba musi wykazać swoje kilkuletnie doświadczenie menedżerskie, złożyć CV oraz przejść przez rozmowę rekrutacyjną prowadzoną przez uczelnie. Niektóre uczelnie wymagają również tytułu MBA.

## Charakterystyka
W ramach studiów słuchacze zgłębiają wiedzę z obszarów takich jak: ład korporacyjny, prawo w biznesie, zarządzanie strategiczne, negocjacje i przywództwo. Studia oferowane są przez kilka uczelni w Polsce m.in. Instytut Nauk Ekonomicznych PAN, Collegium Humanum w Warszawie, Uczelnię Nauk Społecznych w Łodzi, Akademię Marynarki Wojennej w Gdyni, Uczelnię Łukaszewski w Warszawie, Wyższą Szkołę Kształcenia Zawodowego we Wrocławiu. W zależności od wybranej uczelni, różni się profil studiów, gdzie na AMW w Gdyni, studia DBA są ściśle powiązane z cyberbezpieczeństwem i usługami cyfrowymi.